# بيل كاربنتر
بيل كاربنتر (بالإنجليزية: Bill Carpenter)‏ هو لاعب كرة قدم أمريكية أمريكي، ولد في 30 نوفمبر 1937 في Springfield Township, Delaware County, Pennsylvania ‏ في الولايات المتحدة.